# يعلى بن عطاء
يعلى بن عطاء الطائفي العامري الليثي، القرشي بالولاء، تابعي ومحدث من موالي عبد الله بن عمرو بن العاص. نزل واسط ومات بها في سنة عشرين ومائة.

## روايته للحديث النبوي
- حدث عن: أوس بن أبي أوس، وعمارة بن حديد، ووكيع بن عدس، وطائفة.
- وعنه: شعبة، وأبو عوانة، والثوري، وحماد بن سلمة، وهشيم، وآخرون.
- الجرح والتعديل: قال أبو حاتم الرازي: صالح الحديث. قال أبو حاتم بن حبان البستي: ذكره في الثقات. قال أحمد بن حنبل: شيخ حلو ثقة. قال أحمد بن شعيب النسائي: ثقة. قال ابن حجر العسقلاني: ثقة. قال الذهبي: ثقة. قال محمد بن سعد كاتب الواقدي: ثقة. قال يحيى بن معين: ثقة.[3]